# Didymocarpus primulifolius
Didymocarpus primulifolius är en tvåhjärtbladig växtart som beskrevs av David Don. Didymocarpus primulifolius ingår i släktet Didymocarpus och familjen Gesneriaceae. Inga underarter finns listade i Catalogue of Life.